# A.P. Olsenland
A.P. Olsenland is een gebied in Nationaal park Noordoost-Groenland in het oosten van Groenland.
Het gebied is vernoemd naar Anders Peter Olsen, koninklijk inspecteur voor Noord-Groenland van 1912-1913.

## Geografie
Het gebied wordt in het noorden begrensd door het Svejstrupdal met gletsjerrivier, in het noordoosten door het Lindemanfjord, in het zuidoosten door de Young Sund en in het zuiden door het Tyrolerfjord.
Aan de overzijde van het water ligt in het noorden het Th. Thomsenland, in het noordoosten het eiland Kuhn Ø, in het zuiden Clavering Ø en in het zuidwesten het Payerland. In het oosten is het A.P. Olsenland verbonden met het schiereiland Wollaston Forland.

### Gletsjers
Het gebied heeft meerdere gletsjers. Twee daarvan liggen in het uiterste noordwesten en zijn de Tvegegletsjer en de Pasterzegletsjer.